# کالین هیوت
کالین هیوت (زاده ۱۶ آوریل ۱۹۵۰) خواننده و بازیگر استرالیایی است. کالین هیوت در ۱۶ آوریل ۱۹۵۰ در بندیگو به دنیا آمد. او یک خواهر به نام گلنیس هیوت دارد که از اوایل دهه شصت تا اواسط دهه هفتاد خواننده پاپ بود. گلنیس در سال ۱۹۷۳ یک تک آهنگ را با عنوان RCA, "C'est La Vie" bw "Captain Como" منتشر کرد. هیوت نوه ادوارد رولینز، بوکسور متوسط وزن استرالیایی است که در دهه ۱۸۶۰ از زادگاهش گویان فرار کرد و اولین بار در سال ۱۸۸۱ از طریق بریتانیا وارد استرالیا شد. مادربزرگ او از طرف مادری از تبار آفریقایی آمریکایی است.
هیوت در سال ۱۹۷۰ با دنی فینلی (درامر سابق MPD Ltd) ازدواج کرد. او همچنین مدیر و کارگزار او در دهه‌های ۱۹۷۰ و ۱۹۸۰ بود. از سال ۱۹۷۸، فینلی همچنین مدیریت جان فارنهام را بر عهده داشت. در اواسط سال ۱۹۷۹، هیوت، فینلی و فارنهام در رستورانی به نام Backstage در ملبورن شریک بودند. این سرمایه‌گذاری سرنوشت خوبی نداشت و از نظر مالی به یک فاجعه تبدیل شد. در اکتبر ۱۹۸۰، فینلی به جانی یانگ در برنامه زمان استعدادهای جوان کمک کرد. هیوت و فینلی طلاق گرفتند. هیوت برای بار دوم ازدواج کرد و طلاق گرفت. شوهر دوم او (که او از او به عنوان «فرانسوی» یاد کرد) تا سال ۲۰۱۳ درگذشت. سومین ازدواجش، در سال ۲۰۰۲ با ایان آیکن، تاجر سابق استرالیایی بود، آنها عموماً در فیجی زندگی می‌کردند. در اوایل سال ۲۰۰۶، آیکن هیوت را ترک کرد و متعاقباً با آیکن طلاق گرفتند و با همسر ۳۰ ساله‌اش، ایوا آیکن، دوباره ازدواج کردند. آیکن در اوایل سال ۲۰۰۸ در فیجی درگذشت.